# De vegetabilibus

Le De vegetabilibus est une encyclopédie végétale de 400 simples écrite par Albert le Grand et terminée au plus tard en 1260.
Dans cette encyclopédie, Albert le Grand reprend des idées d'Aristote et d'autres anciens, mais il n'hésite pas à critiquer et contredire ses prédécesseurs sur certains points.